# Holnon
Holnon est une commune française située dans le département de l'Aisne, en région Hauts-de-France.

## Géographie

### Description
Holnon est un bourg périurbain picard du Vermandois situé à 5 km au nord-ouest de Saint-Quentin, 21 km au sud-est de Péronne et à 35 km au sud de Cambrai.
Il est desservi par l'ancienne route nationale 29 et est aisément accessible depuis l'autoroute A26 qui contourne par l'ouest Saint-Quentin.
En 2019, la localité est desservie par les autocars du réseau inter-urbain Trans'80, chaque jour de la semaine, sauf le dimanche et les jours fériés (ligne no 49, Péronne - Roisel - Saint-Quentin).

### Communes limitrophes
| Vermand | Maissemy | Gricourt          |
| Attilly | Holnon   | Francilly-Selency |
|         | Savy     |                   |

### Hydrographie
La commune est située dans le bassin Artois-Picardie. Elle n'est drainée par aucun cours d'eau.

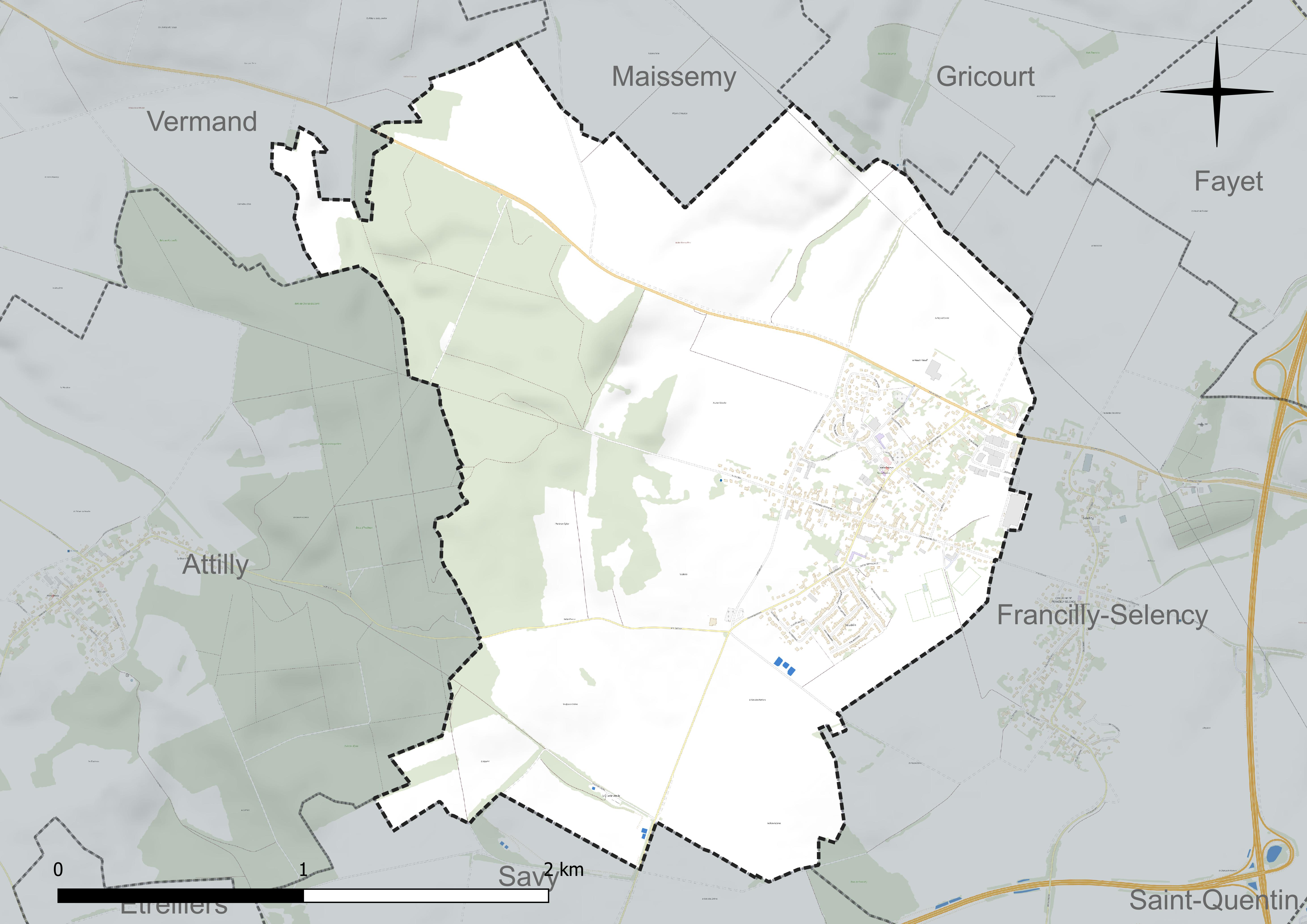
Réseau hydrographique de Holnon.

### Climat
Pour des articles plus généraux, voir Climat des Hauts-de-France et Climat de l'Aisne.
En 2010, le climat de la commune est de type climat océanique dégradé des plaines du Centre et du Nord, selon une étude du CNRS s'appuyant sur une série de données couvrant la période 1971-2000. En 2020, Météo-France publie une typologie des climats de la France métropolitaine dans laquelle la commune est exposée à un climat océanique et est dans la région climatique Nord-est du bassin Parisien, caractérisée par un ensoleillement médiocre, une pluviométrie moyenne régulièrement répartie au cours de l'année et un hiver froid (3 °C).
Pour la période 1971-2000, la température annuelle moyenne est de 10,2 °C, avec une amplitude thermique annuelle de 15 °C. Le cumul annuel moyen de précipitations est de 727 mm, avec 11 jours de précipitations en janvier et 8,9 jours en juillet. Pour la période 1991-2020, la température moyenne annuelle observée sur la station météorologique la plus proche, située sur la commune de Fontaine-lès-Clercs à 6 km à vol d'oiseau, est de 10,8 °C et le cumul annuel moyen de précipitations est de 683,4 mm,. Pour l'avenir, les paramètres climatiques de la commune estimés pour 2050 selon différents scénarios d'émission de gaz à effet de serre sont consultables sur un site dédié publié par Météo-France en novembre 2022.

## Urbanisme

### Typologie
Au 1er janvier 2024, Holnon est catégorisée bourg rural, selon la nouvelle grille communale de densité à 7 niveaux définie par l'Insee en 2022.
Elle est située hors unité urbaine. Par ailleurs la commune fait partie de l'aire d'attraction de Saint-Quentin, dont elle est une commune de la couronne,. Cette aire, qui regroupe 120 communes, est catégorisée dans les aires de 50 000 à moins de 200 000 habitants,.

### Occupation des sols
L'occupation des sols de la commune, telle qu'elle ressort de la base de données européenne d'occupation biophysique des sols Corine Land Cover (CLC), est marquée par l'importance des territoires agricoles (65 % en 2018), en diminution par rapport à 1990 (68,1 %). La répartition détaillée en 2018 est la suivante : 
terres arables (65 %), forêts (22,3 %), zones urbanisées (12,7 %).
L'évolution de l'occupation des sols de la commune et de ses infrastructures peut être observée sur les différentes représentations cartographiques du territoire : la carte de Cassini (XVIIIe siècle), la carte d'état-major (1820-1866) et les cartes ou photos aériennes de l'IGN pour la période actuelle (1950 à aujourd'hui).

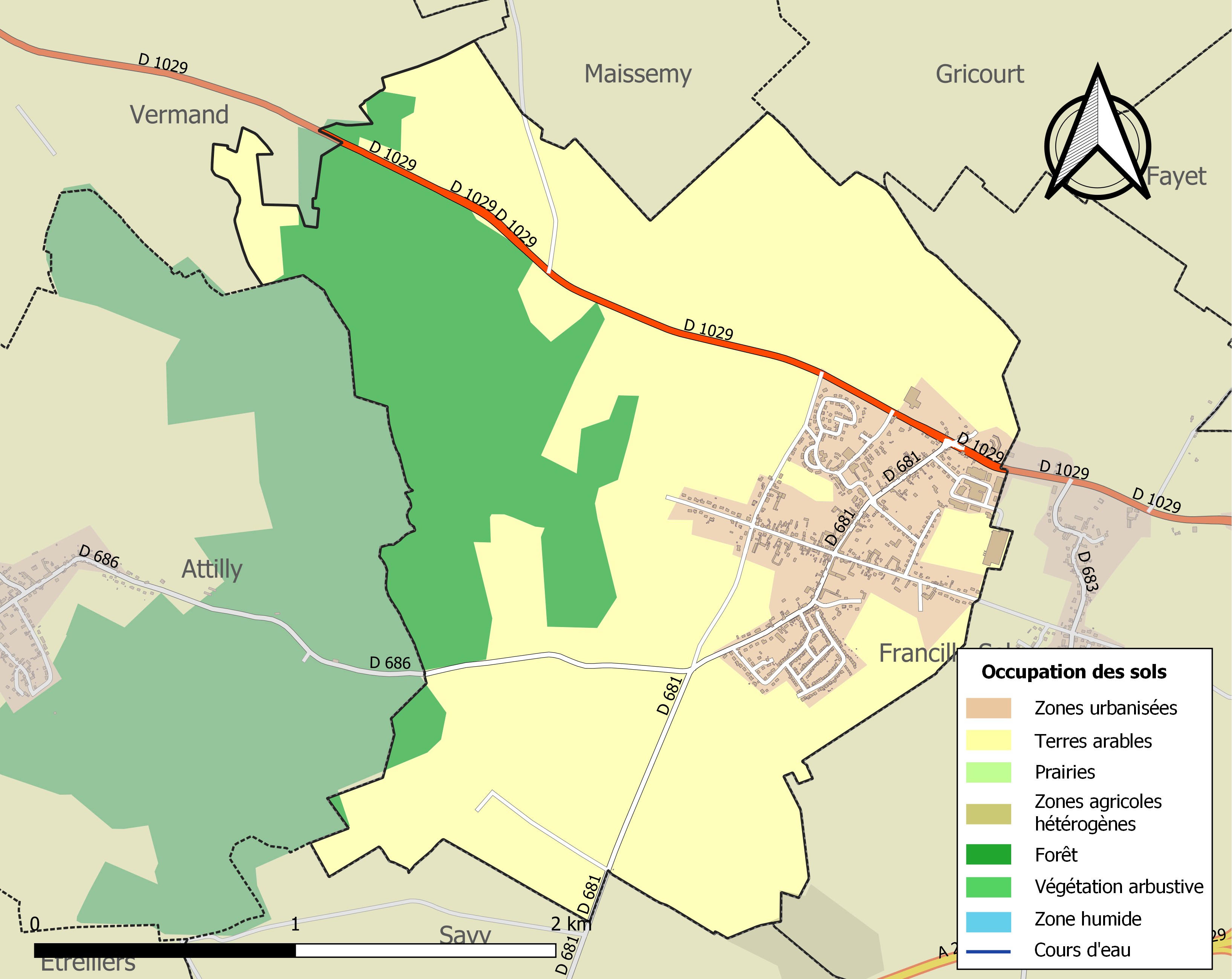
Carte de l'occupation des sols de la commune en 2018 (CLC).

### Projets
La commune souhaite développer sa population et envisage pour cela en 2021 la création d'un nouveau lotissement

## Toponymie

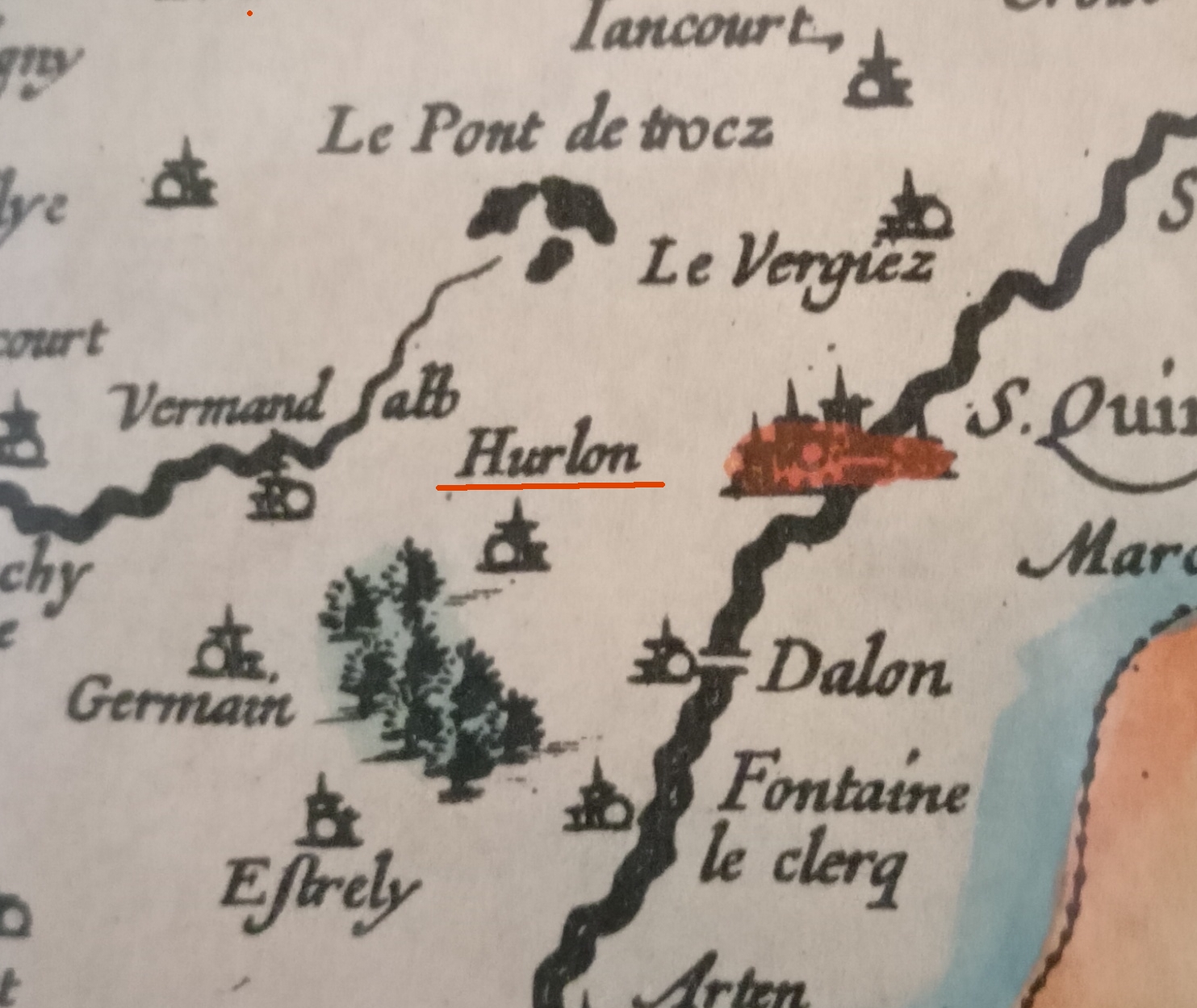
Carte de la Picardie de 1620 - Holnon s'appelait Hurlon.

Le nom de la localité est attesté sous les formes Territorium de Holenon (1225) ; Hollenon (1384) ; « Paroisse de Saint-Quentin-en-Misery-Carnois, dit Holnon » (1682).
Probablement de l'oil hollon « repli de terrain » et du suffixe diminutif -on : « petit repli de terrain ».

## Histoire

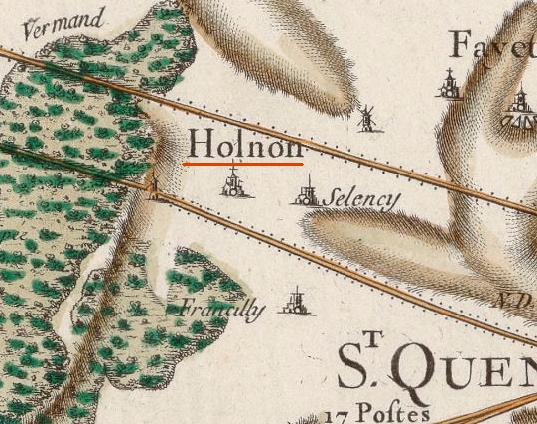
Carte de Cassini du secteur
(vers 1750).

Un carrefour de six chemins (dit de l'arbre d'Espée) se trouvait dans le bois d'Holnon. Il était, dit-on, le rendez-vous des sorciers des alentours.
Avant la Révolution française, la société locale est divisée entre gros fermiers, propriétaires de fermes dépassant la centaine d'hectares, et ouvriers agricoles très dépendants. Ces deux classes s'affrontent lors de la décennie révolutionnaire. Un des épisodes de cet affrontement est celui de la levée en masse décrétée par la loi du 24 février 1793. Le règlement de la levée prévoyait, en cas d'insuffisance des volontaires, le recours au tirage au sort ou à l'élection pour désigner les recrues manquantes. La municipalité, élue par les ouvriers agricoles, choisit l'élection, et l'élection désigna les fils des gros propriétaires pour partir à l'armée, sorte de revanche pour les petits ouvriers.
La commune a été desservie de 1880 à 1955 par la ligne du Chemin de fer de Vélu-Bertincourt à Saint-Quentin, une  compagnie de chemin de fer secondaire qui a facilité les déplacements des habitants et le transport des marchandises. La gare était commune à Holnon et Savy.

Holnon au tout début du XXe siècle
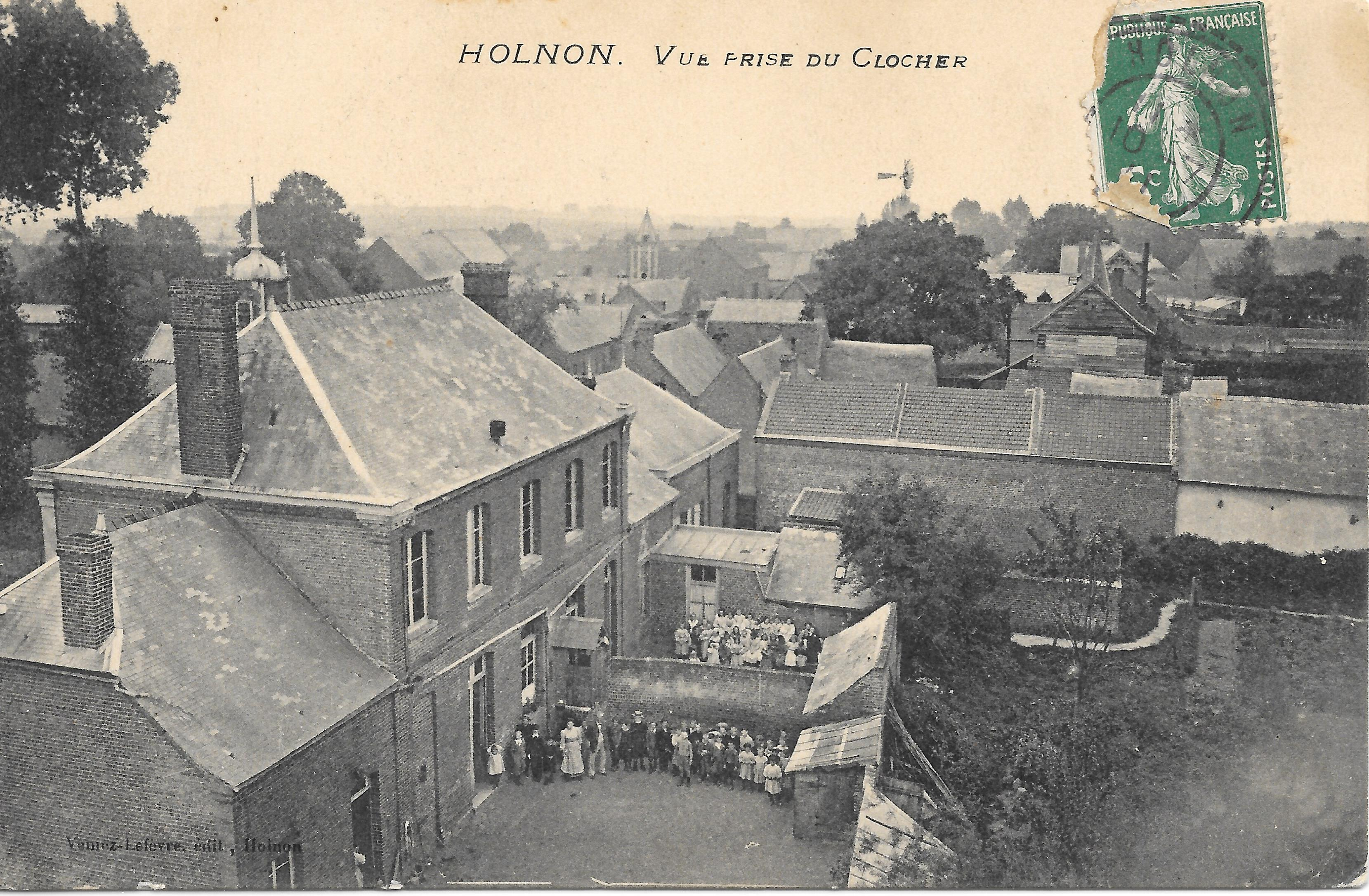
Vue prise du clocher. Au premier plan, sans doute l'école.
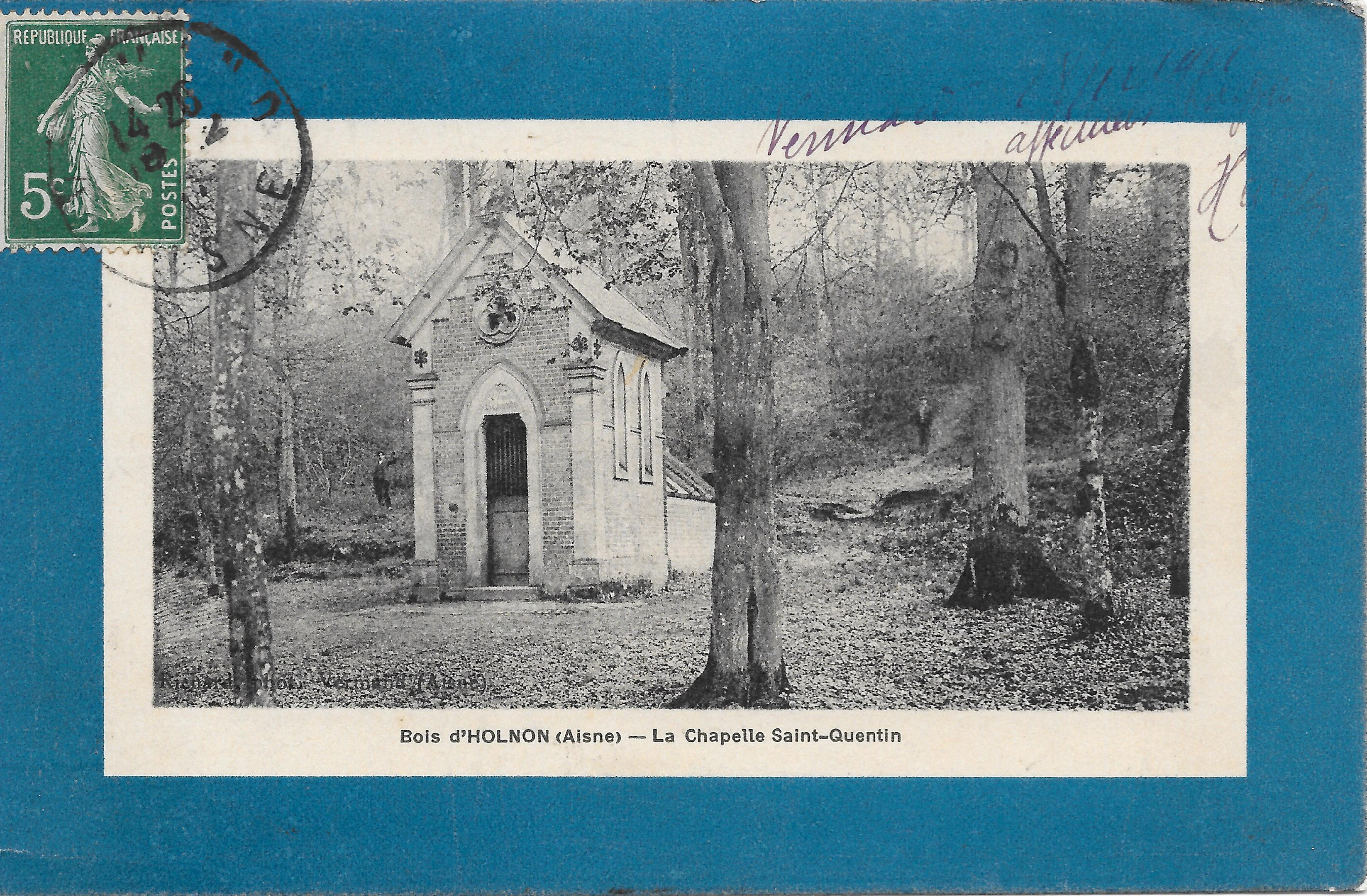
La chapelle Saint-Quentin.
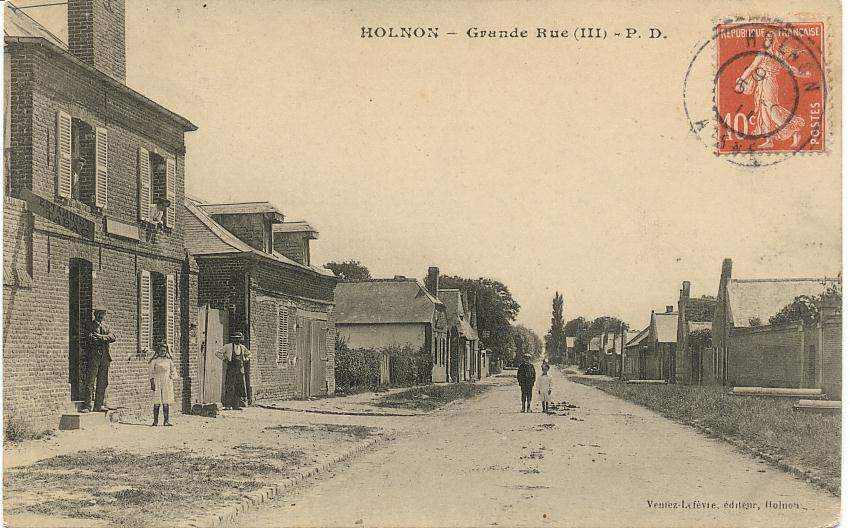
La Grande-rue (III).
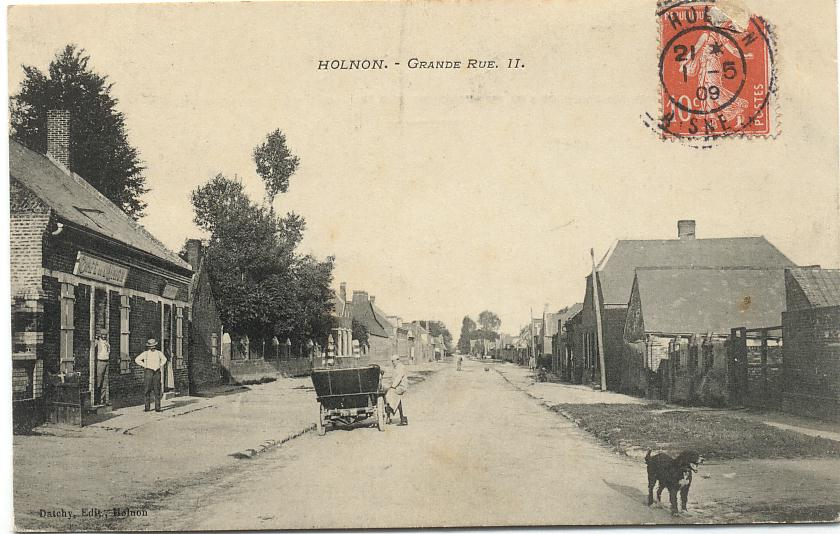
La Grande-Rue (II).
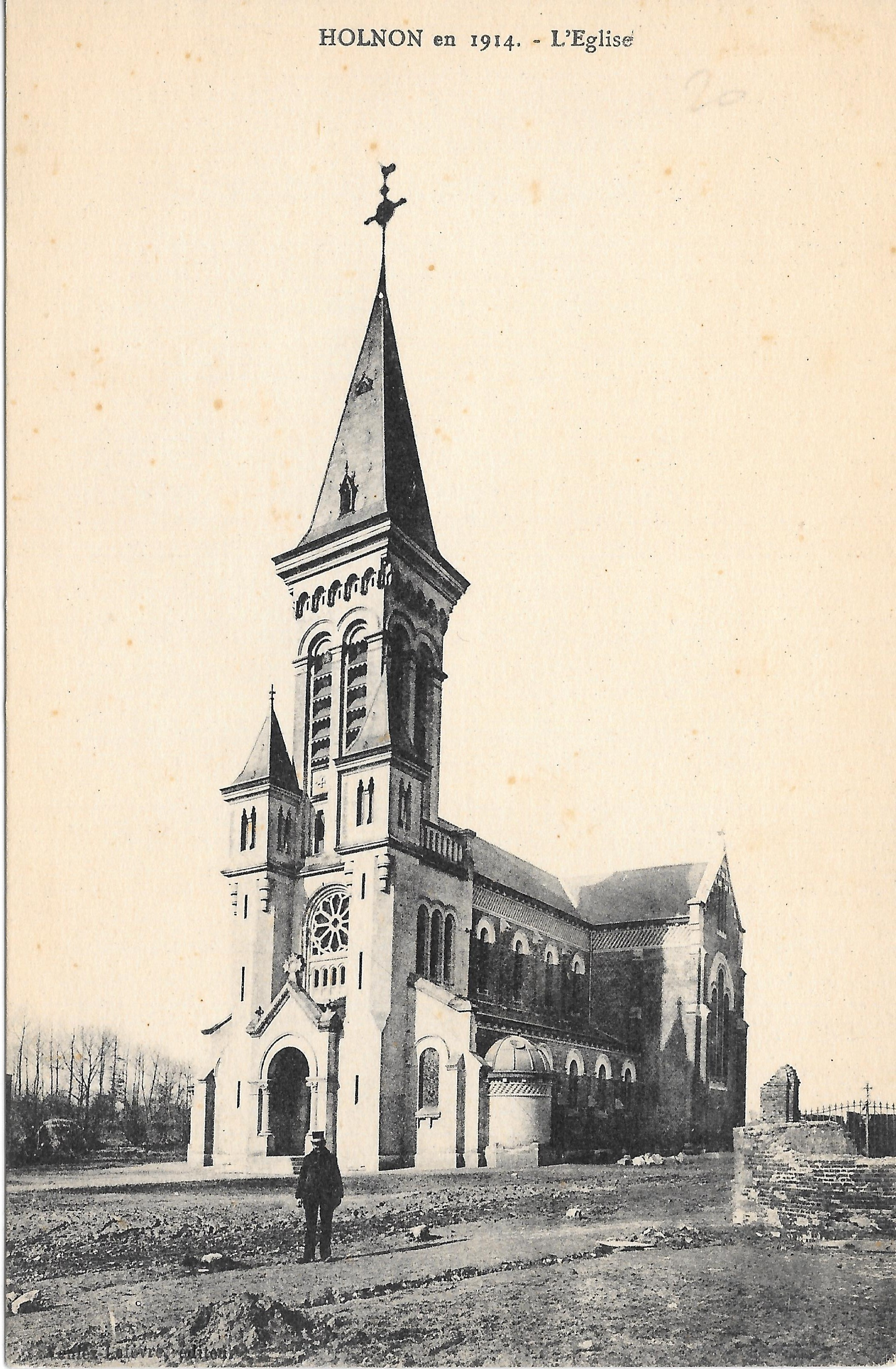
L'église en 1914.

### La guerre 1914-1918

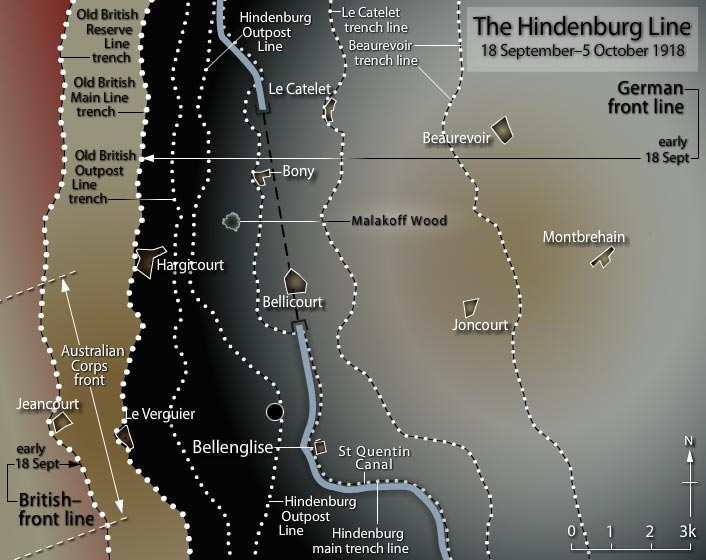
Carte de la bataille de la ligne Hindenburg en septembre-octobre 1918.

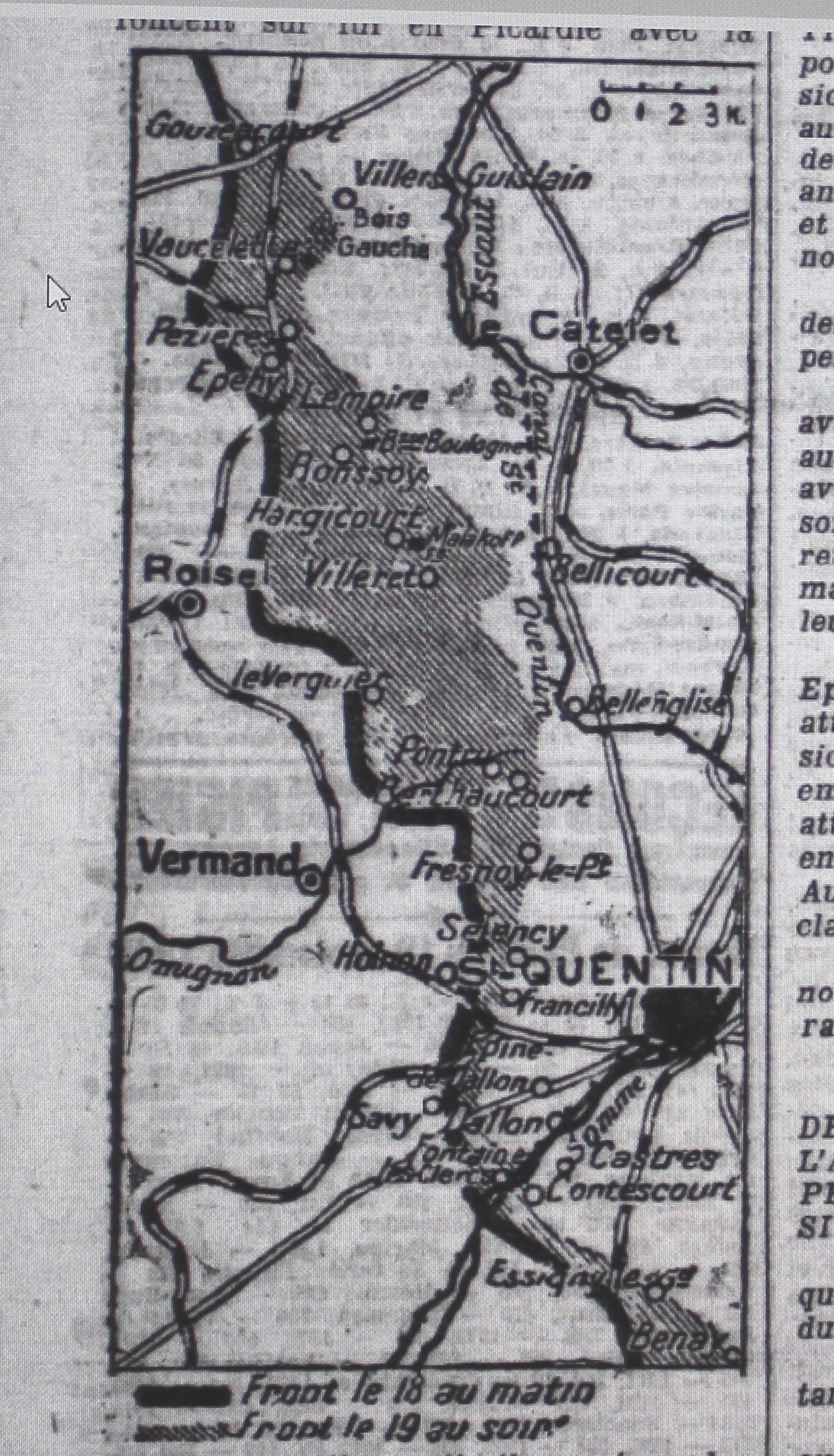
Carte montrant la prise définitive d'Holnon par l'armée anglaise en septembre 1918.

Comme d'autres villages  de la région, Holnon est sorti meurtrie de la Grande Guerre car le village a été entièrement rasé en 1917 par les Allemands.
Le 28 août 1914, soit moins d'un mois après la déclaration de guerre, l'armée française bat en retraite vers l'ouest et les Allemands, après avoir pris Saint-Quentin, arrivent à Holnon. Dès lors commença l'occupation allemande qui dura jusqu'en mars 1917. Le front se situant à une vingtaine de kilomètres à l'ouest vers Péronne, l'activité des occupants consistait principalement à assurer le logement des combattants  et l'approvisionnement en nourriture. Des arrêtés de la kommandantur obligeaient, à date fixe, sous la responsabilité du maire et du conseil municipal, sous peine de sanctions, la population à fournir : blé, œufs, lait, viande, légumes, destinés à nourrir les soldats du front. Toutes les personnes valides devaient effectuer des travaux agricoles ou d'entretien.
Voici des extraits d'un arrêté de la kommandantur d'Holnon valable pour 25 communes de la région : « Holnon le 22 juillet 1915. Tous les ouvriers et les femmes et les enfants de quinze ans sont obligés de faire travaux des champs tous les jours aussi dimanche de quatre heures du matin jusque huit heures du soir… Après la récolte les fainéants seront emprisonnés six mois. Les femmes fainéantes seront exilées à Holnon pour travailler. Après la récolte, les femmes seront emprisonnées six mois… Les enfants fainéants seront punis de coups de bâton. De plus le commandant réserve de punir les ouvriers fainéants de vingt coups de bâton tous les jours… Les ouvriers de la commune Vendelles sont punis sévèrement) ».
En février 1917, le général Hindenburg décida de la création d'une ligne de défense à l'arrière du front ; lors du retrait des troupes allemandes, tous les villages seraient détruits pour ne pas servir d'abri aux troupes franco-anglaises. Dès le 15 février les habitants sont évacués et dispersés dans des lieux occupés, jusqu'en Belgique. En mars 1917, avant le retrait des troupes allemandes sur la ligne Hindenburg, le long du canal de Saint-Quentin, les maisons sont pillées et incendiées, le village est systématiquement détruit. L'église, la mairie, les écoles et toutes les maisons sont dynamitées et les arbres sciés à 1 m de hauteur. Le village, vidé de ses habitants, reste occupé par les Allemands ; il est le théâtre de nombreux combats d'août à octobre 1917. Les ruines du village sont plusieurs fois reprises par chaque camp et ce n'est qu'en septembre 1918, lors de la bataille de la ligne Hindenburg que Holnon est définitivement libérée par la 6e division britannique.
Dans le cimetière militaire de Chapelle situé dans le village reposent 622 soldats tués au cours des combats de septembre 1918.
Le village est considéré comme détruit à la fin de la guerre.
Après l'Armistice, de nombreux habitants ne reviennent pas s'installer dans la commune et, avec les dommages de guerre, commencent une nouvelle vie dans d'autres lieux. Pour ceux qui sont de retour commença une longue période de plus de dix ans de reconstruction des habitations (maisons provisoires), des fermes, des bâtiments publics, des routes. De 621 habitants avant la guerre en 1911, Holnon n'en comptait plus que 313 en 1921, soit la moitié.
Vu les souffrances endurées par la population pendant les quatre années d'occupation et les dégâts aux constructions, la commune s'est vu décerner la Croix de guerre 1914-1918 (France) le 17 octobre 1920.
Sur le monument aux morts sont inscrits les noms des 33 soldats holnonnais morts pour la France ainsi que de  43 civils.

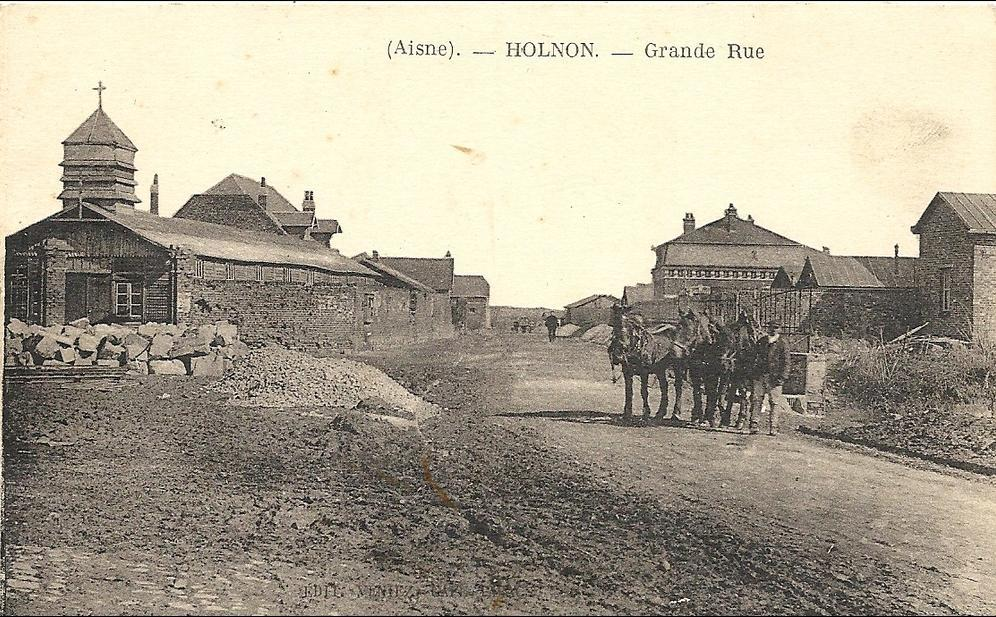
Le village en reconstruction en 1920 avec l'église provisoire.
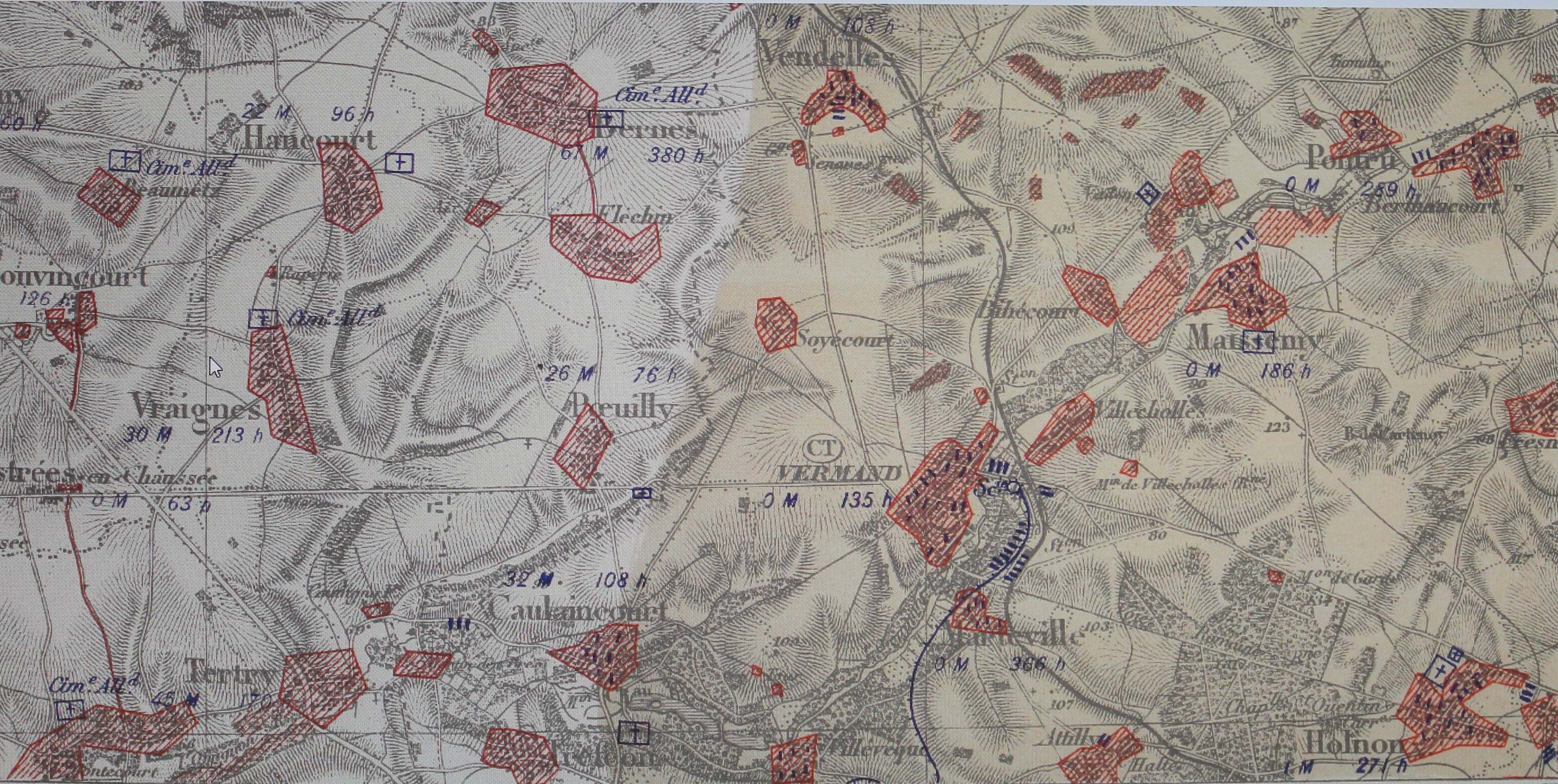
Carte montrant l'étendue des destructions d'Holnon.

En 2010, la commune adhère à la communauté de communes du Pays du Vermandois.

## Politique et administration

### Découpage territorial
La commune de Holnon est membre de la communauté de communes du Pays du Vermandois, un établissement public de coopération intercommunale (EPCI) à fiscalité propre créé le 31 décembre 1993 dont le siège est à Bellicourt. Ce dernier est par ailleurs membre d'autres groupements intercommunaux.
Sur le plan administratif, elle est rattachée à l'arrondissement de Saint-Quentin, au département de l'Aisne et à la région Hauts-de-France. Sur le plan électoral, elle dépend du  canton de Saint-Quentin-1 pour l'élection des conseillers départementaux, depuis le redécoupage cantonal de 2014 entré en vigueur en 2015, et de la deuxième circonscription de l'Aisne  pour les élections législatives, depuis le dernier découpage électoral de 2010.

### Administration municipale
| Période                                  | Période                      | Identité          | Étiquette    | Qualité |
| ---------------------------------------- | ---------------------------- | ----------------- | ------------ | --- |
| Les données manquantes sont à compléter. |                              |                   |              | |
| avant 1876                               | après 1877                   | M. Morcrette      |              | |
| Les données manquantes sont à compléter. |                              |                   |              | |
| 1954                                     | 1965                         | Edmond Legrand    |              | Agriculteur, entrepreneur, ancien combattant 1914-1918, ancien prisonnier, Officier de la Légion d'honneur et du mérite agricole Croix de guerre avec palme et étoile de vermeil. |
| 1965                                     | mars 2008                    | Jean Delépine     | RPR puis UMP | |
| mars 2008                                | mai 2020                     | Jean-Marc Lemaire | DVD          | Retraité Fonction publique |
| mai 2020,                                | En cours (au 8 février 2021) | Florent Risbourg  |              | Vice-président de la CC du Pays du Vermandois (2020→ ) |

## Population et société

### Démographie
L'évolution du nombre d'habitants est connue à travers les recensements de la population effectués dans la commune depuis 1793. Pour les communes de moins de 10 000 habitants, une enquête de recensement portant sur toute la population est réalisée tous les cinq ans, les populations de référence des années intermédiaires étant quant à elles estimées par interpolation ou extrapolation. Pour la commune, le premier recensement exhaustif entrant dans le cadre du nouveau dispositif a été réalisé en 2008.

En 2022, la commune comptait 1 350 habitants, en évolution de −3,57 % par rapport à 2016 (Aisne : −1,97 %, France hors Mayotte : +2,11 %).
| 1793 | 1800 | 1806 | 1821 | 1831 | 1836 | 1841 | 1846 | 1851 |
| ---- | ---- | ---- | ---- | ---- | ---- | ---- | ---- | ---- |
| 800  | 801  | 830  | 803  | 902  | 900  | 922  | 904  | 855  |

| 1856 | 1861 | 1866 | 1872 | 1876 | 1881 | 1886 | 1891 | 1896 |
| ---- | ---- | ---- | ---- | ---- | ---- | ---- | ---- | ---- |
| 847  | 764  | 718  | 688  | 655  | 630  | 634  | 651  | 629  |

| 1901 | 1906 | 1911 | 1921 | 1926 | 1931 | 1936 | 1946 | 1954 |
| ---- | ---- | ---- | ---- | ---- | ---- | ---- | ---- | ---- |
| 653  | 676  | 621  | 313  | 426  | 460  | 455  | 412  | 478  |

| 1962 | 1968 | 1975  | 1982  | 1990  | 1999  | 2006  | 2008  | 2013  |
| ---- | ---- | ----- | ----- | ----- | ----- | ----- | ----- | ----- |
| 409  | 414  | 1 231 | 1 216 | 1 199 | 1 334 | 1 364 | 1 374 | 1 404 |

| 2018  | 2022  | - | - | - | - | - | - | - |
| ----- | ----- | - | - | - | - | - | - | - |
| 1 375 | 1 350 | - | - | - | - | - | - | - |

### Enseignement
Les enfants de la commune sont scolarisés au sein d'une école communale qui accueille environ 160 enfants à la rentrée 2020. La municipalité envisage la construction d'un nouvel espace de restauration scolaire pour 2023

### Culture
La commune dispose d'un espace culturel et d'une médiathèque.

### Sports
Un club de tennis accueille les sportifs locaux, avec cours extérieur et indoor

### Manifestations culturelles et festivités
Le salon d'automne est organisé à Holnon. Sa 5e édition a eu lieu les 2 et 3 novembre 2019 et exposait le œuvres d'envirin 25 artistes

### Santé
En 2021, la commune dispose d'une pharmacie, d'un orthophoniste, d'un kinésithérapeute, d'infirmiers, mais le seul généraliste est parti sans être remplacé, et la municipalité a demandé l'aide de l'état et de la région afin d'éviter que la commune ne devienne un désert médical

## Économie
Un marché fermier est organisé une fois par mois le quatrième dimanche matin depuis septembre 2020,

## Culture locale et patrimoine

### Lieux et monuments
- Église Saint-Quentin.
- Plusieurs édicules religieux : des calvaires, oratoire Notre-Dame-du-Monde-Entier.
- Un bas-relief provenant de l'ancienne église de La-Haut détruite en 1790.
- Mémorial de Charles Poëtte (1827-1906), écrivain et journaliste, auteur d'une Histoire d'Holnon.

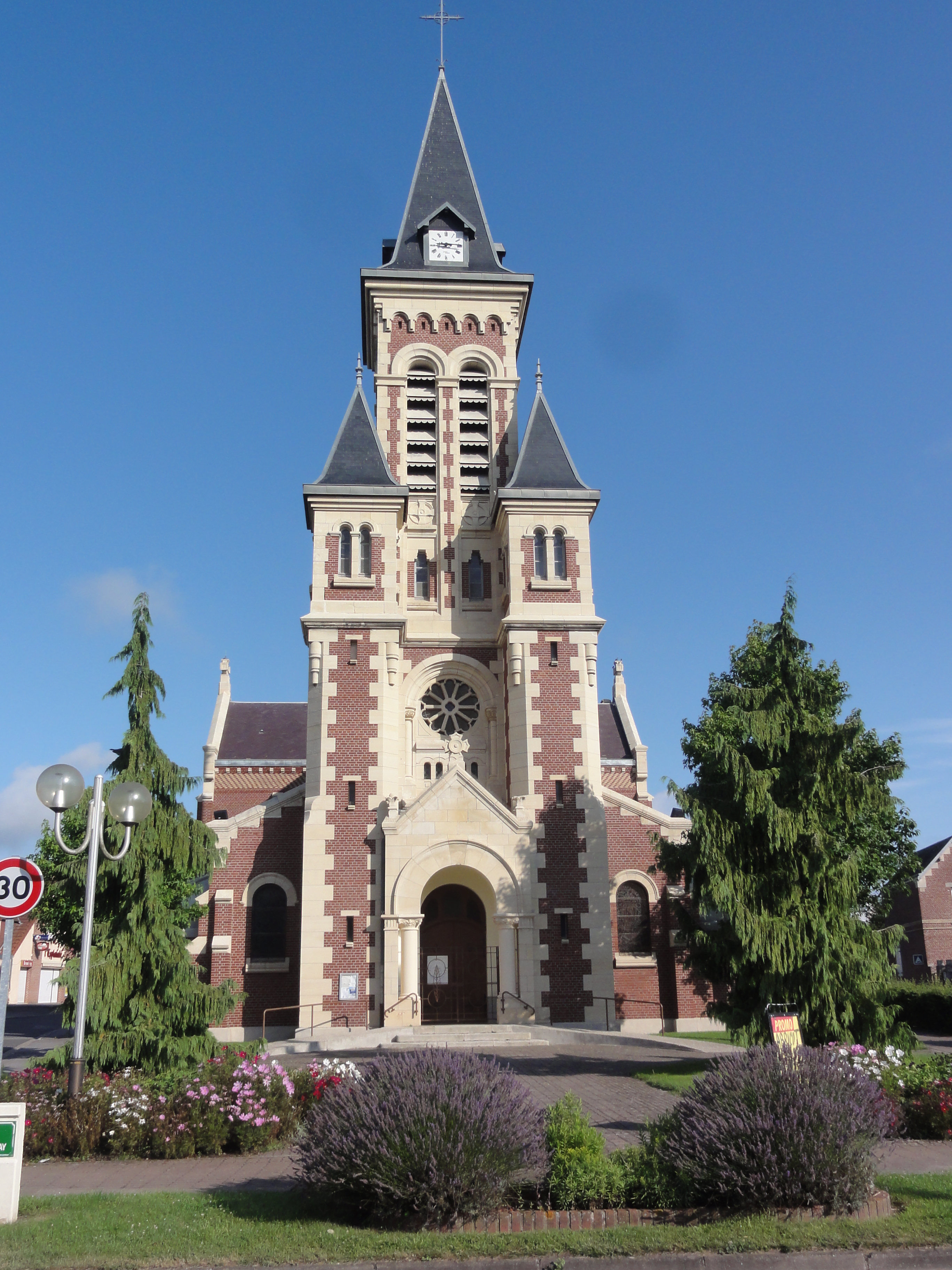
Église Saint-Quentin.
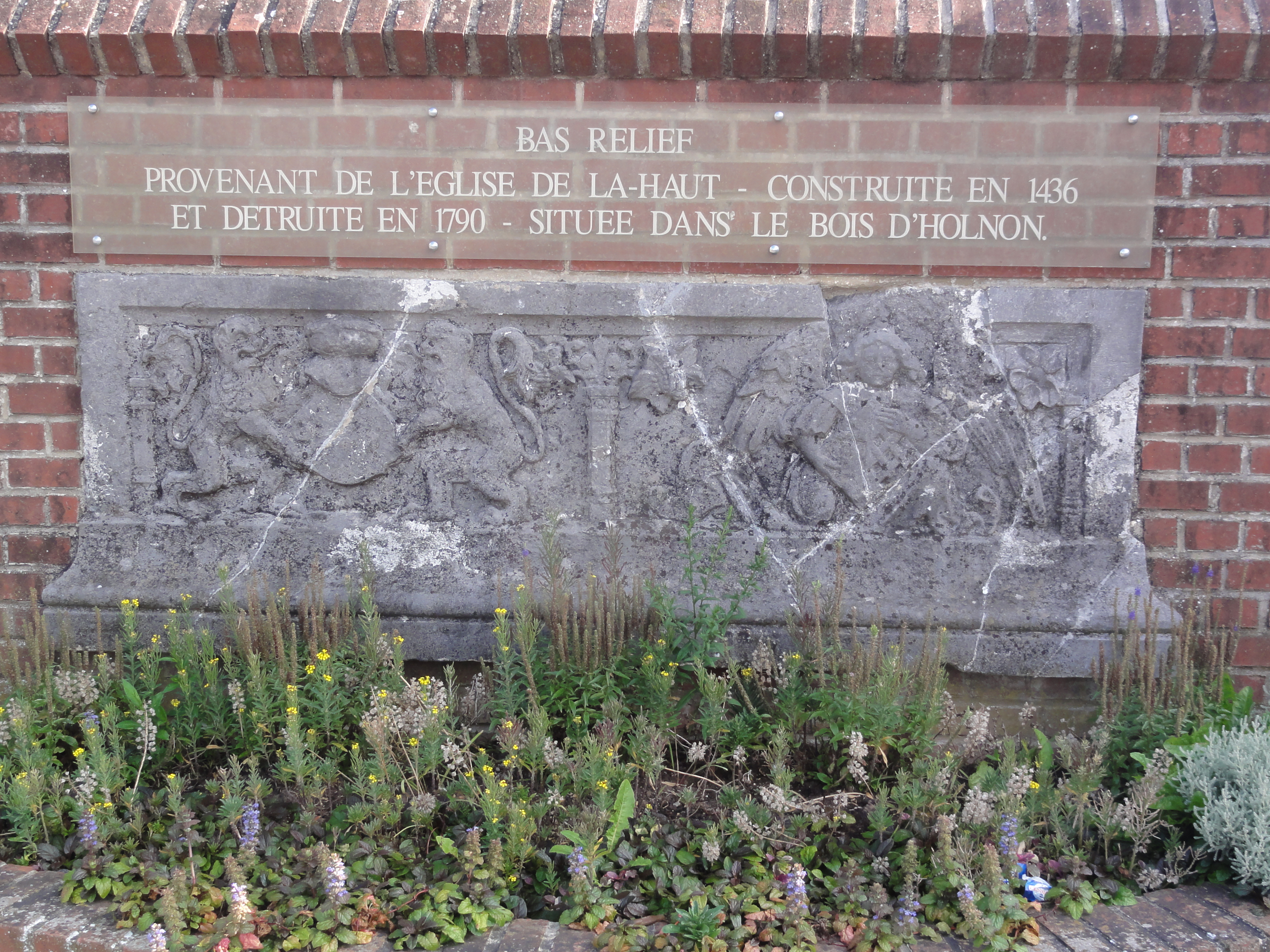
Bas-relief, provenant de l'église de La-Haut.
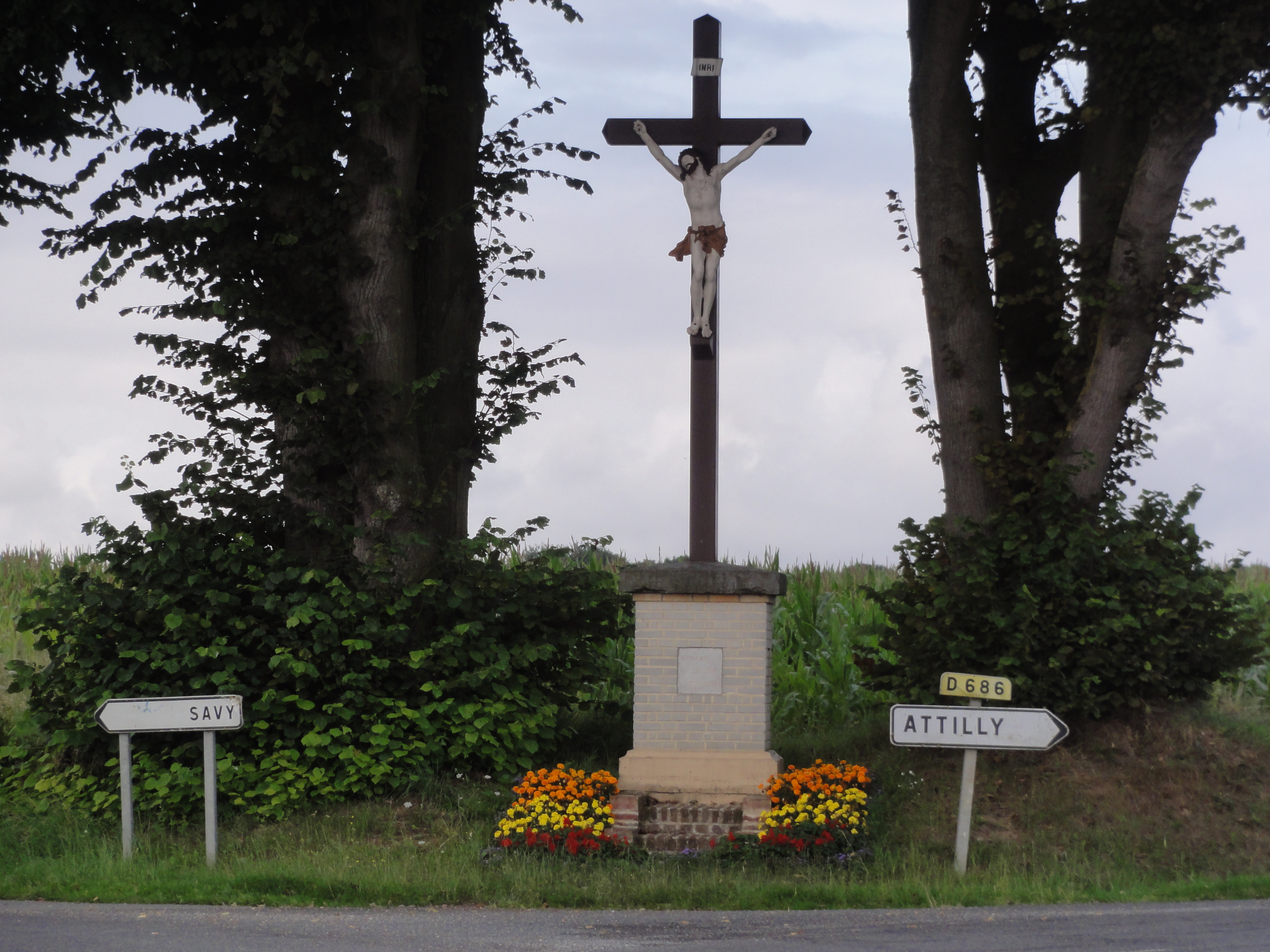
Une des croix de chemin.
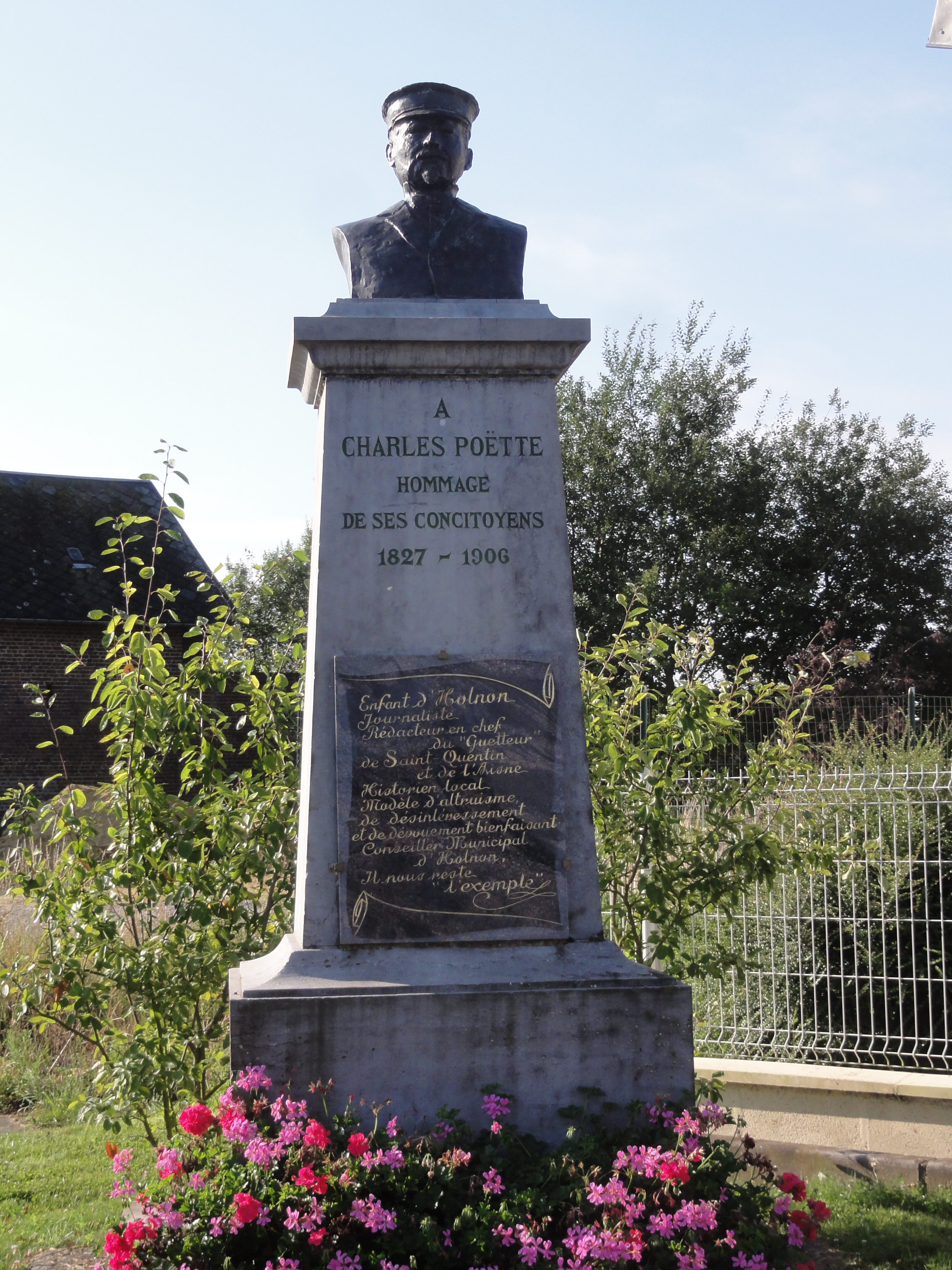
Mémorial Charles Poëtte.
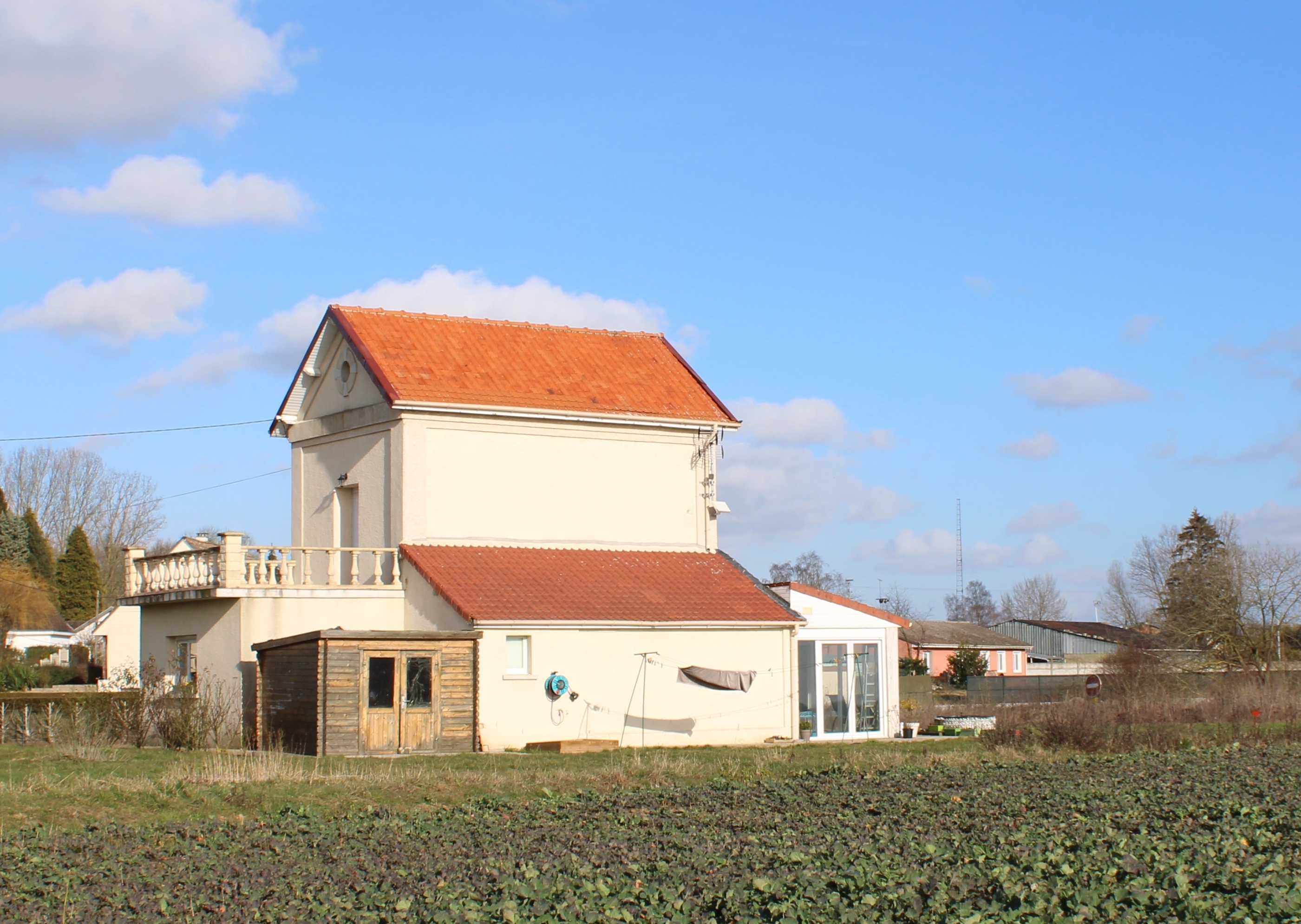
L'ancienne gare du Vélu-Bertincourt à Saint-Quentin.
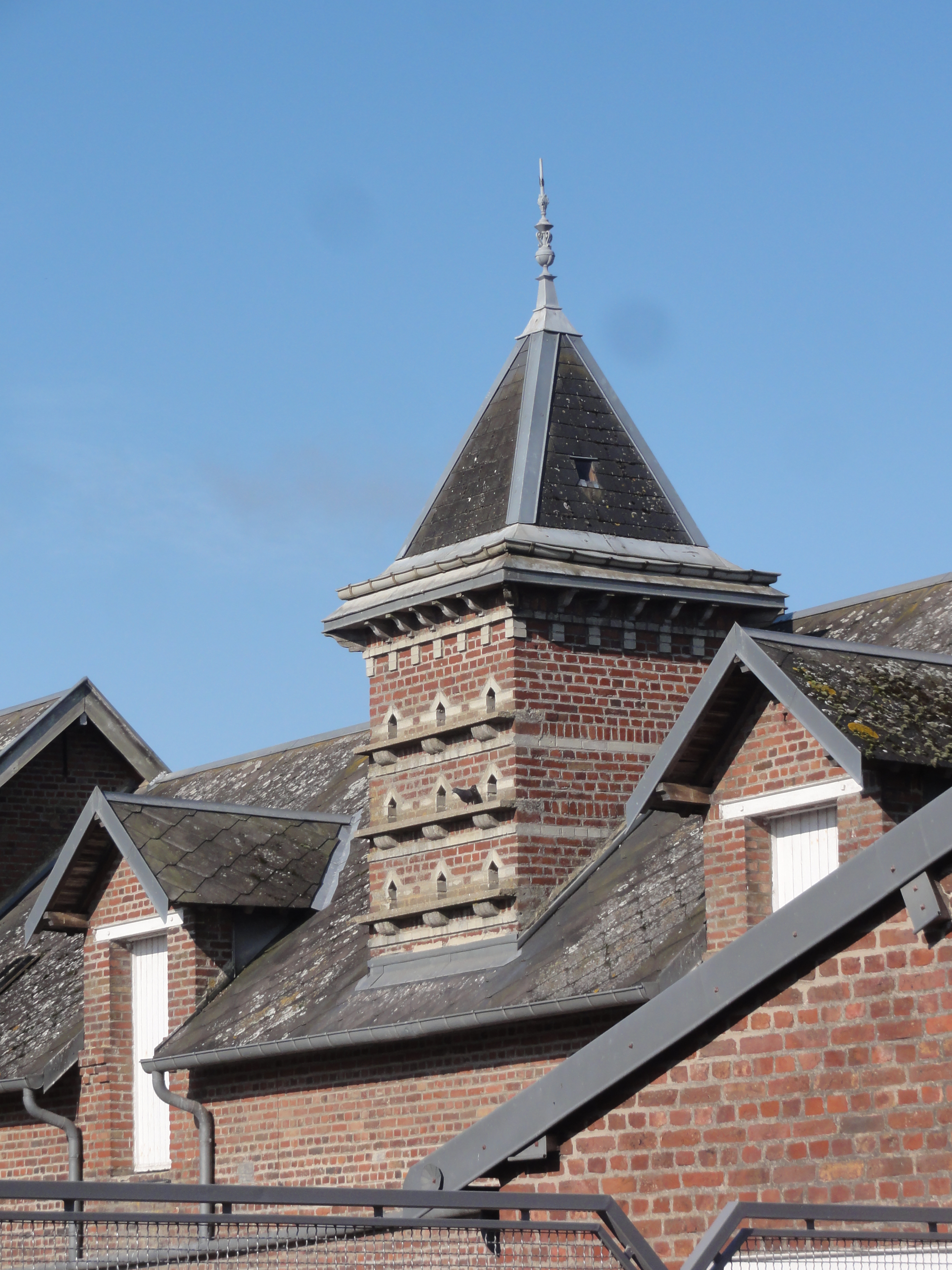
Tour-pigeonnier d'une ferme.

- Plusieurs monuments de guerre : monument aux morts de 1870-1871, monument aux morts de 1914-1918 et 1939-1945, monument des guerres 1952-1962, statue de Charles de Gaulle.
- Holnon Chapelle Military Cemetery, cimetière militaire britannique de la Première Guerre mondiale, entretenu par la Commonwealth War Graves Commission.

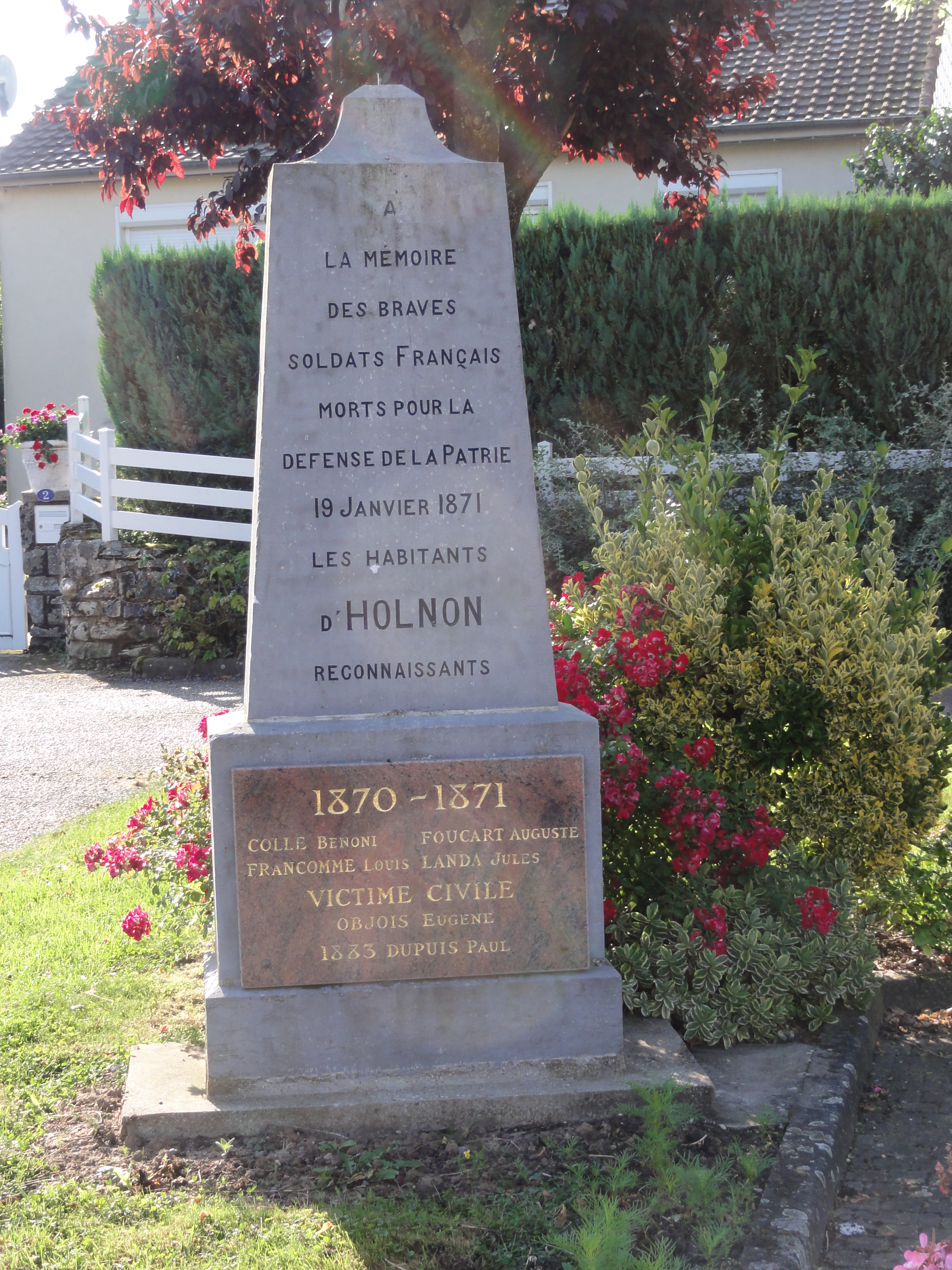
Monument aux morts 1870-1871.
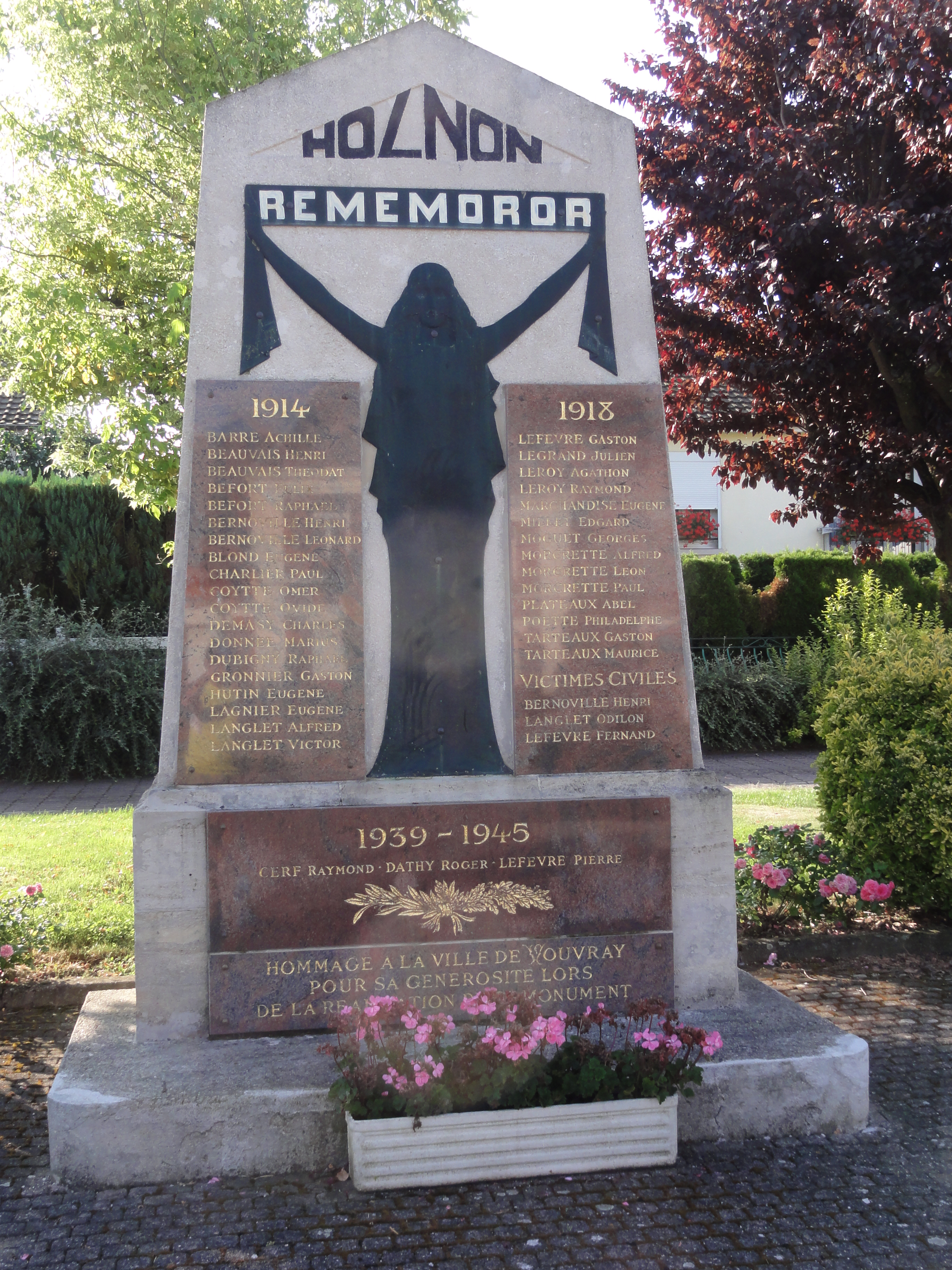
Monument aux morts 1914-1918, 1939-1945.
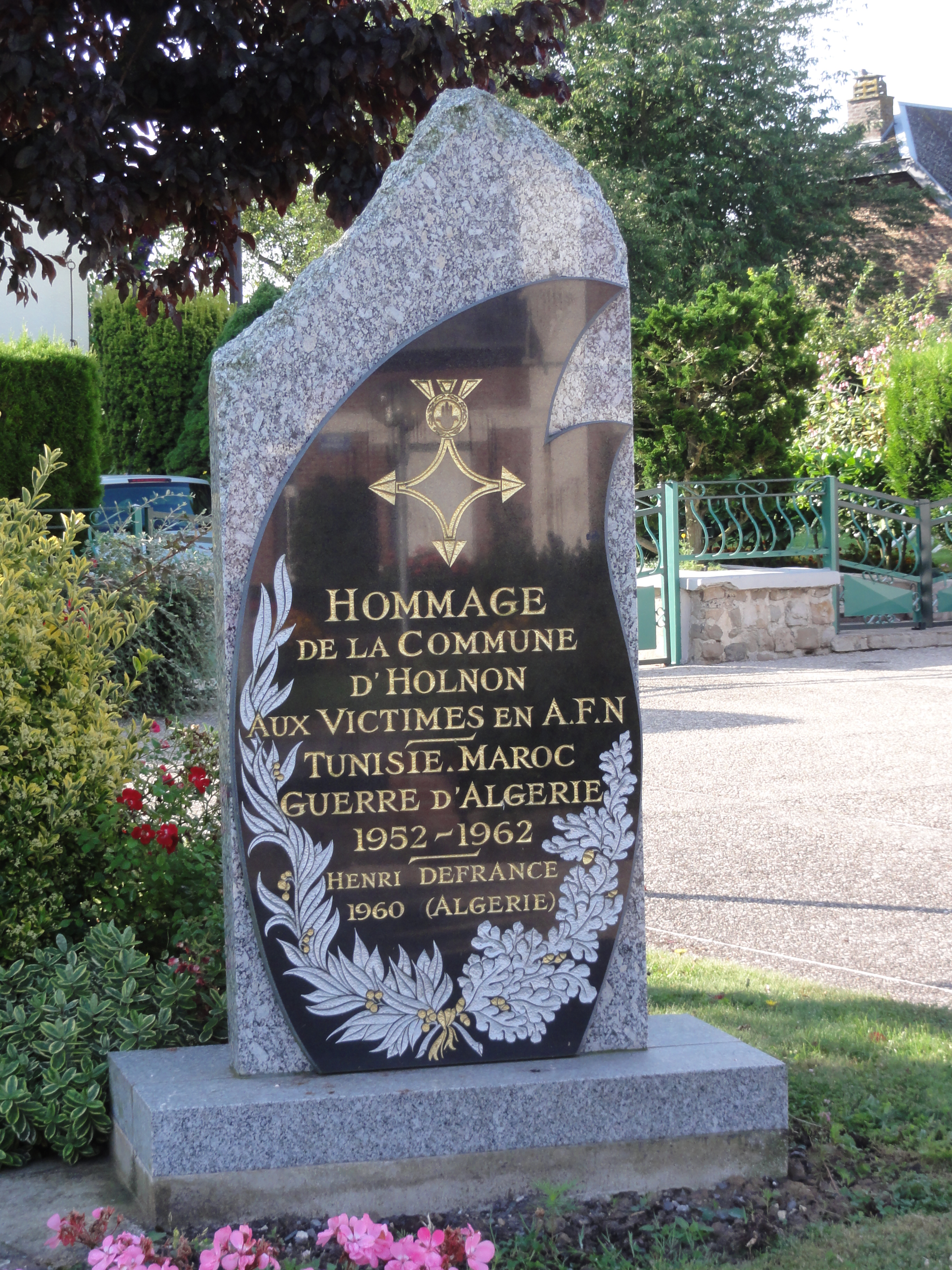
Monument des guerres 1952-1962.
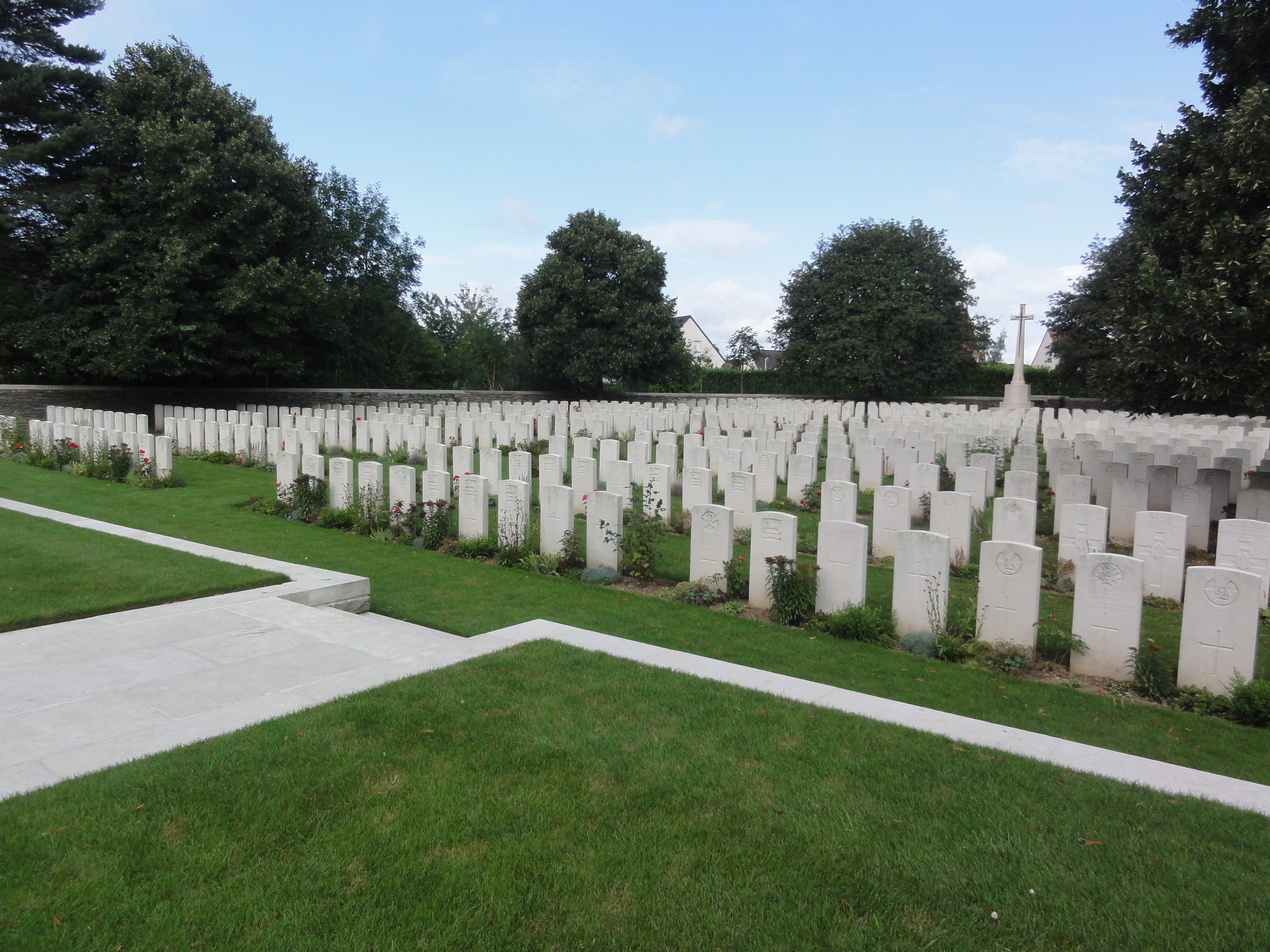
Chapelle British Cemetery.

### Personnalités liées à la commune

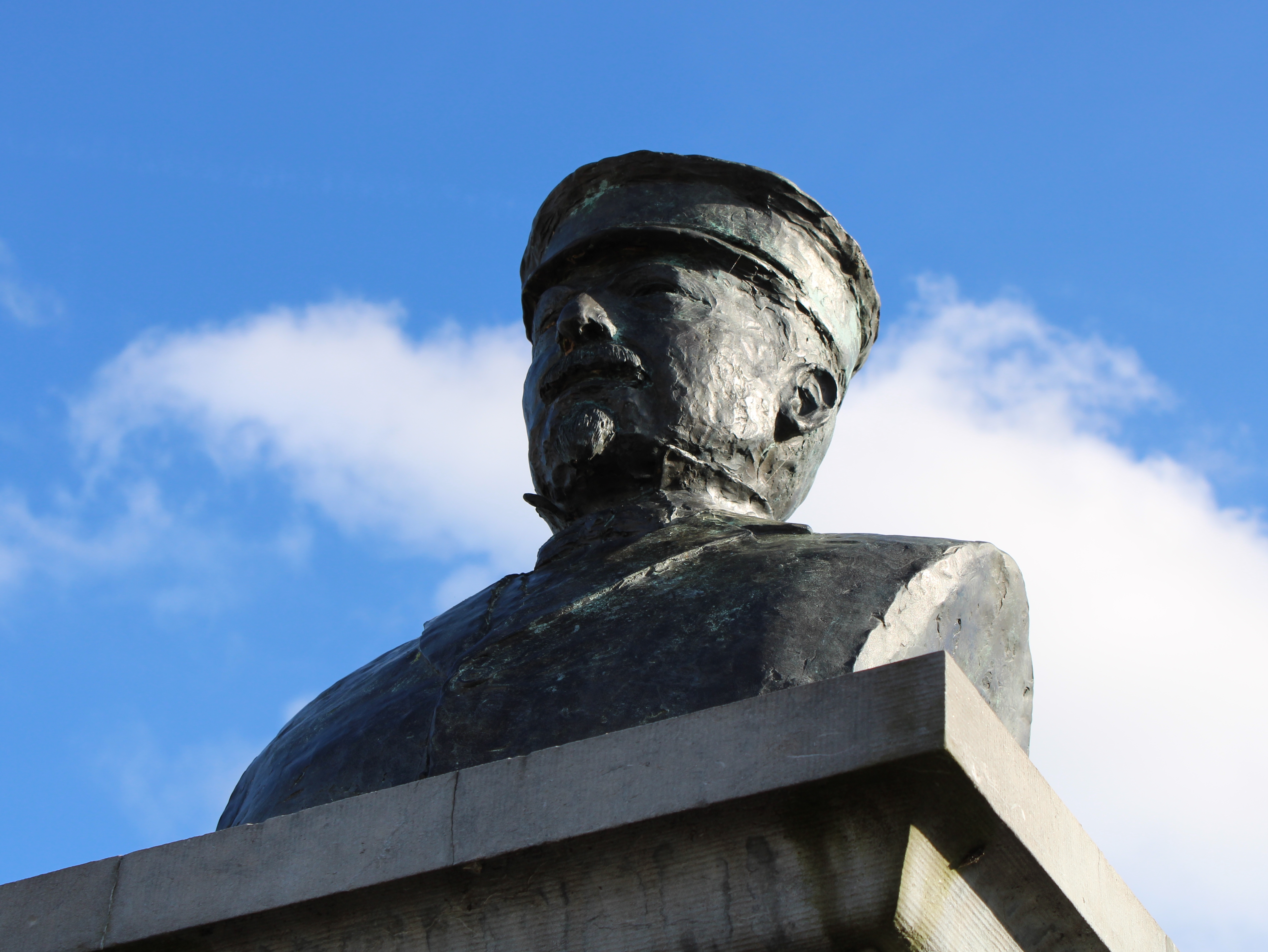
Buste du monument à Charles Poëtte.

- Charles Poëtte (1827-1906), écrivain et journaliste[47], auteur de l'Histoire d'Holnon et de l'Origine des noms des rues et places de la ville de Saint-Quentin. à lire en ligne. Un mémorial de la commune honore sa mémoire
- Benoît Delépine (fils de l'ancien maire de 1965 à 2008), réalisateur, ancien auteur des Guignols de l'info et coprésentateur de 7 jours au Groland sur Canal +.